# パルラーダ (防護巡洋艦)
| パルラーダ                | パルラーダ                                                                        | パルラーダ |
| ------------------------- | --------------------------------------------------------------------------------- | ---------- |
|                           |                                                                                   |            |
|                           |                                                                                   |            |
| 艦歴                      |                                                                                   |            |
| 発注                      |                                                                                   |            |
| 起工                      | 1897年6月4日                                                                      |            |
| 進水                      | 1899年8月26日                                                                     |            |
| 竣工                      | 1901年11月2日露・パルラーダ                                                       |            |
| 就役                      | 1905年8月22日、日本海軍籍に編入                                                   |            |
| 除籍                      | 1922年4月1日                                                                      |            |
| その後                    | 1924年5月27日横須賀猿島沖で爆撃標的として撃沈処分                                 |            |
| 性能諸元 （1920年、津軽） |                                                                                   |            |
| 排水量                    | 常備：6,630トン                                                                   |            |
| 全長                      | 121.01m (397ft)                                                                   |            |
| 全幅                      | 16.76m (55ft)                                                                     |            |
| 吃水                      | 6.4m (21ft)                                                                       |            |
| 機関                      | ベルビール式石炭専焼缶24基 直立3気筒3段膨張レシプロ3基 3軸 11,610馬力             |            |
| 速力                      | 20.0ノット                                                                        |            |
| 航続距離                  | 不明                                                                              |            |
| 燃料                      | 石炭 989トン                                                                      |            |
| 乗員                      | 514名                                                                             |            |
| 装甲                      |                                                                                   |            |
| 兵装                      | 40口径安式15cm単装砲 5門 40口径四一式8cm単装砲 10門 麻式6.5mm機銃1挺 4号機雷400個 |            |

パルラーダ、パルラダ、パラーダ（ロシア語:Палладаパルラーダまたはパラーダ）は、ロシア帝国海軍のヂアーナ級防護巡洋艦である。
旅順攻囲戦で日本海軍に鹵獲（戦利艦）され、二等巡洋艦「津軽」として再就役した。

## 概要
パルラーダはロシア太平洋艦隊の1艦として日露戦争に従軍するも、旅順攻囲戦で沈没（大破着底）。
旅順要塞陥落時に日本軍によって捕獲。浮揚修理後、大日本帝国海軍に編入され、軍艦「津軽」と命名。
制式な類別は二等巡洋艦。
「津軽」は日本海軍艦艇として活動。1922年（大正11年）4月1日附で敷設艦に類別変更。翌年5月27日、自沈処分。
ロシア海軍時代の艦名『パルラーダ』は、ローマ神話の知恵の女神パラスのロシア語読みである。日本海軍時代の『津軽』の艦名は、「津軽海峡」による。なお、明治天皇に奏聞した候補艦名に「函館」、「春駒」および「勿来」があった。この艦名は日本海軍および海上自衛隊の敷設艦に引き継がれた。

## 艦歴

### パルラーダ
1899年8月26日、8月27日、または8月28日進水。1902年竣工
1902年11月13日に戦艦「レトヴィザン」、「ポベーダ」、巡洋艦「ジアーナ」、「ボガツイリ」とともにLibavaより極東へ向けて出発し、1903年5月4日に「パルラーダ」は「レトヴィザン」ともに旅順に到着した（または5月5日朝に旅順近くに碇泊）。

#### 日露戦争
1904年2月9日未明、戦艦「ペトロパヴロフスク」以下「パルラーダ」も含むロシア艦艇が旅順港外に停泊していたところを日本の駆逐隊が襲撃し、「パルラーダ」は被雷した。魚雷は左舷の67mm砲と75mm砲の肋材の間に命中し、石炭庫内で爆発。火災が発生したが、浸水によって鎮火した。爆発で1名が、火傷と窒息で名が死亡した。「パルラーダ」に魚雷を命中させたのは「霞」と思われる。
巡洋艦「ノヴィーク」の修理が優先されたため、「パルラーダ」の入渠は2月22日になった。4月16日に「パルラーダ」は出渠した。
6月23日、戦艦「ツェサレーヴィチ」以下「パルラーダ」も含むロシア艦隊は出港したが、日本艦隊と遭遇すると引き返した。
7月27日、戦艦「レトヴィザン」などとともに大河湾で日本軍陣地を砲撃した。
8月10日、黄海海戦に参加。
8月、日本軍は砲台を設置して旅順に対する砲撃を開始する。10月23日までに「パルラーダ」は3度被弾し、10月25日、27日、28日には落下する砲弾で被害を受け、10月31日には再び被弾した。さらに11月1日から11月26日の間にも3発被弾し、11月28日には被弾で死者5名負傷者9名が出た。
12月5日に203高地の左右の頂上が日本軍に占領されると、そこに観測所を設置した日本軍の砲撃で港内のロシア艦艇は撃沈されていく。「パルラーダ」は12月7日に11インチ砲弾4発が命中。左舷の炭庫を砲弾が貫通してそこから浸水し、艦の大半が海中に没した。

### 津軽
1905年（明治38年）1月1日、旅順港開城により、同港を占領した日本軍により捕獲。
7月4日、日本海軍は本艦の浮揚作業に着手する。
8月12日、浮揚成功。
8月22日、日本海軍籍に編入。軍艦「津軽」となる。二等巡洋艦に類別。佐世保鎮守府籍。
1906年（明治39年）6月25日、津軽は海防艦鎮遠に曳航され、駆逐艦夕暮護衛下で旅順出発。6月29日、3隻（津軽、鎮遠、夕暮）は佐世保に到着。1908年（明治41年）、修理完了。
1911年（明治44年）以降、機関術訓練艦として使用される。1914年（大正3年）には第一次世界大戦に従軍。
1915年（大正4年）から1918年（大正7年）に大改修、同時に敷設艦に改造。1920年（大正9年）4月1日、日本海軍は3隻（阿蘇、津軽、勝力）を敷設艦に類別する。
1922年（大正11年）4月1日、艦籍を除籍。
各艦と共に艦艇類別等級表からも削除。本艦は雑役船となる。
1924年（大正13年）3月18日、横須賀鎮守府司令長官堀内三郎中将は、本艦の沈没処理を上申、受理される。廃船後の5月27日、猿島付近で津軽は自沈処分となった。

## 艦長
※『日本海軍史』第9巻・第10巻の「将官履歴」及び『官報』に基づく。階級は就任時のもの。
津軽
- 森義臣 大佐：1910年4月9日 - 6月25日
- 臼井幹蔵 大佐：1910年6月25日 - 1910年9月28日
- 田所広海 大佐：1910年9月28日 - 1911年5月23日
- 千坂智次郎 大佐：1911年5月23日 - 1912年3月1日
- 吉島重太郎 大佐：1912年3月1日 - 1913年4月1日
- 南里団一 大佐：1913年11月5日 - 1914年8月18日
- 佐野常羽 大佐：1914年12月1日 - 1916年4月4日
- 伊集院俊 大佐：1916年4月4日 - 6月8日
- 原口房太郎 大佐：1916年6月8日 - 12月1日
- 四竈孝輔 大佐：1916年12月1日 - 1917年2月21日
- 大見丙子郎 大佐：1917年2月21日 - 12月1日
- 橋本虎六 大佐：1917年12月1日[44] - 1918年7月23日[45]
- （心得）迎邦一 中佐：1918年7月23日[45] - 12月1日[46]
- 迎邦一 大佐：1918年12月1日[46] - 1919年11月20日[47]
- 山崎正策 大佐：1919年12月1日[48] - 1920年7月26日[49]
- 三上良忠 大佐：1920年7月26日 - 1921年11月26日
- （兼）吉富新八 大佐：1921年11月26日[50] -

## 同型艦
- ジアーナ
- アヴローラ

## 後日談
津軽撃沈から2年後の1926年に、海底に沈んだ破片類が操業の邪魔になると漁業組合が横須賀鎮守府に訴えたため鎮守府は津軽の艦体を横須賀市に払い下げている。
その後1932年に日本潜水協会が横須賀市に対して艦体引き上げのための有償払い下げを出願し、7月1日の市議会会議で潜水協会への津軽艦体の払い下げが決定する。だがこの議決を巡って横須賀市議9名が潜水協会からの贈収賄を受けており、翌月に横浜検事局が贈収賄の摘発を行った『津軽疑獄事件』が発生した。